# Réserve des monts de Mourmansk
La réserve des monts de Mourmansk (en russe : Му́рманский ту́ндровый зака́зник, Murmanski toundrovy zakaznik) est une zakaznik d'importance féfrale dans l'oblast de Mourmansk créée en 1987.

## Patrimoine
La réserve se situe dans le nord-est de la péninsule de Kola, dans les monts de Mourmansk, des crêtes de formation glaciaire, et dans les alentours.